# Nieustraszona hiena
Nieustraszona hiena lub Zemsta smoka (oryg. tytuł Xiao quan guai zhao) – hongkoński-południowokoreański film akcji z 1979 roku w reżyserii Jackiego Chana i Kennetha Tsanga.
Film zarobił 5 445 536 dolarów hongkońskich w Hongkongu.

## Fabuła
Shing Lung (Jackie Chan) żyje z dziadkiem (James Tien), który uczy go kung-fu. Ojciec ostrzegł go by nie pokazywał swoich umiejętności, Lung nie słuchał go jednak dlatego często wdaje się w bijatyki. Dziadek zostaje zamordowany a Lung będzie chciał dokonać zemsty.

## Obsada
Źródło: Filmweb

- Jackie Chan – Shing Lung
- Sai-kun Yam – Yen
- James Tien – dziadek
- Dean Shek – sprzedawca trumien
- Hui Lou Chen – jednorożec
- Tien-chi Cheng – Willow Sword
- Lee Kwan – mistrz
- Chih-ping Chiang
- Shao Hua Chu
- Eagle Han
- Hsing Nan Ho
- Hong Hsu
- Kan-man Huang
- Sae Ok Kim
- Nai-hua Kuo
- Chang Ma
- Kang Peng
- Yao Wang
- Li-peng Wan
- Chi Sang Wong